# 1828 Kashirina
1828 Kashirina је астероид главног астероидног појаса. Приближан пречник астероида је 27,85 km,
а средња удаљеност астероида од Сунца износи 3,060 астрономских јединица (АЈ).
Инклинација (нагиб) орбите у односу на раван еклиптике је 14,317 степени, а орбитални период износи 1955,506 дана (5,353 година). Ексцентрицитет орбите астероида износи 0,108.
Апсолутна магнитуда астероида износи 10,90 а геометријски албедо 0,099.
Астероид је откривен 14. августа 1966. године.